# いわき好間中核工業団地
いわき好間中核工業団地（いわきよしまちゅうかくこうぎょうだんち）は、福島県いわき市好間地区にある、総面積310.5haの工業団地である。
1985年、いわき市によって造成された。道路標識では、好間工業団地と表記されることが多い。
大企業の工場と物流拠点が集中している。また、福島第一原発事故における避難者の仮設住宅が団地内に三箇所ある。

## 主な企業
いわき好間中核工業団地には73社の企業の工場、研究所、物流拠点がある。
- 赤井工業所
- アテラ
- キャニオンワークス
- ニッソーファイン
- いわき精機FA・ＣＡセンター
- アイシーエレクトロニクス
- トスマット・ジュネス　いわき
- キャレック
- アルティア
- 磯上歯車工業
- 福島ルート産業
- 日新化熱工業
- 吾妻商会
- 砂押アグリン
- キョーワ
- 機動建設工業
- ヤマト運輸
- 喜美運送
- 大崎製作所
- ASK
- タクシン
- 江東微生物研究所
- タニコー
- 東部ガス
- 大宏電機
- フクデン
- タンガロイ - 本社が所在
- 古藤工業
- 富士ピー・エス
- アルトップ
- 東新工業
- 小島製作所
- 根本製作所
- 東鉱商事
- 正栄工業
- 新生テクノ
- アラオカ
- 大田精工
- アルプスアルパイン - 旧・アルパインいわき事業所時代から車載機器の研究の中心を担う[2]。
- アルプスビジネスクリエーション
- アルプスシステムインテグレーション
- アルパインマニュファクチャリング
- アルプスファイナンス
- ミサワ医学工業
- ヨークベニマル
- キョウデン東北工場
- 花見台自動車
- 高周波熱錬
- 横森製作所
- 北関東通商
- いわきユアサ
- 三景
- ダイナミックソリューションズ
- ピュアロンジャパン
- 白電工熱
- 福島県労働保健センター
- 富士テレコム
- 富士工業
- エムオーテック
- ミムラ工業
- 村田基準寝具
- 誠和梱包運輸
- 株式会社岩井
- 東洋炭素
- 東洋平成ポリマー
- オルガノ
- みよし
- 関東工業
- ロジスティクス・ネットワーク

## 地理
いわき市の中央部に位置し、いわき中央インターチェンジから至近の距離にある。緑豊かな丘陵を借景とする自然環境に配慮した工場公園型の立地となっている。

## 交通
- バス
  - 新常磐交通 - 2.5往復運行
- 道路
  - 常磐自動車道いわき中央インターチェンジから約1分
  - 国道49号（平バイパス）

## 主な施設等
- 好間公民館
- 大熊町応急仮設住宅第一・第二・第三

## 周辺の学校
- いわき市立好間第一小学校
- いわき市立好間第三小学校
- いわき市立好間中学校
- 福島県立好間高等学校